# Празький фунікулер
50°04′57″ пн. ш. 14°24′01″ сх. д. / 50.082433° пн. ш. 14.400319° сх. д.

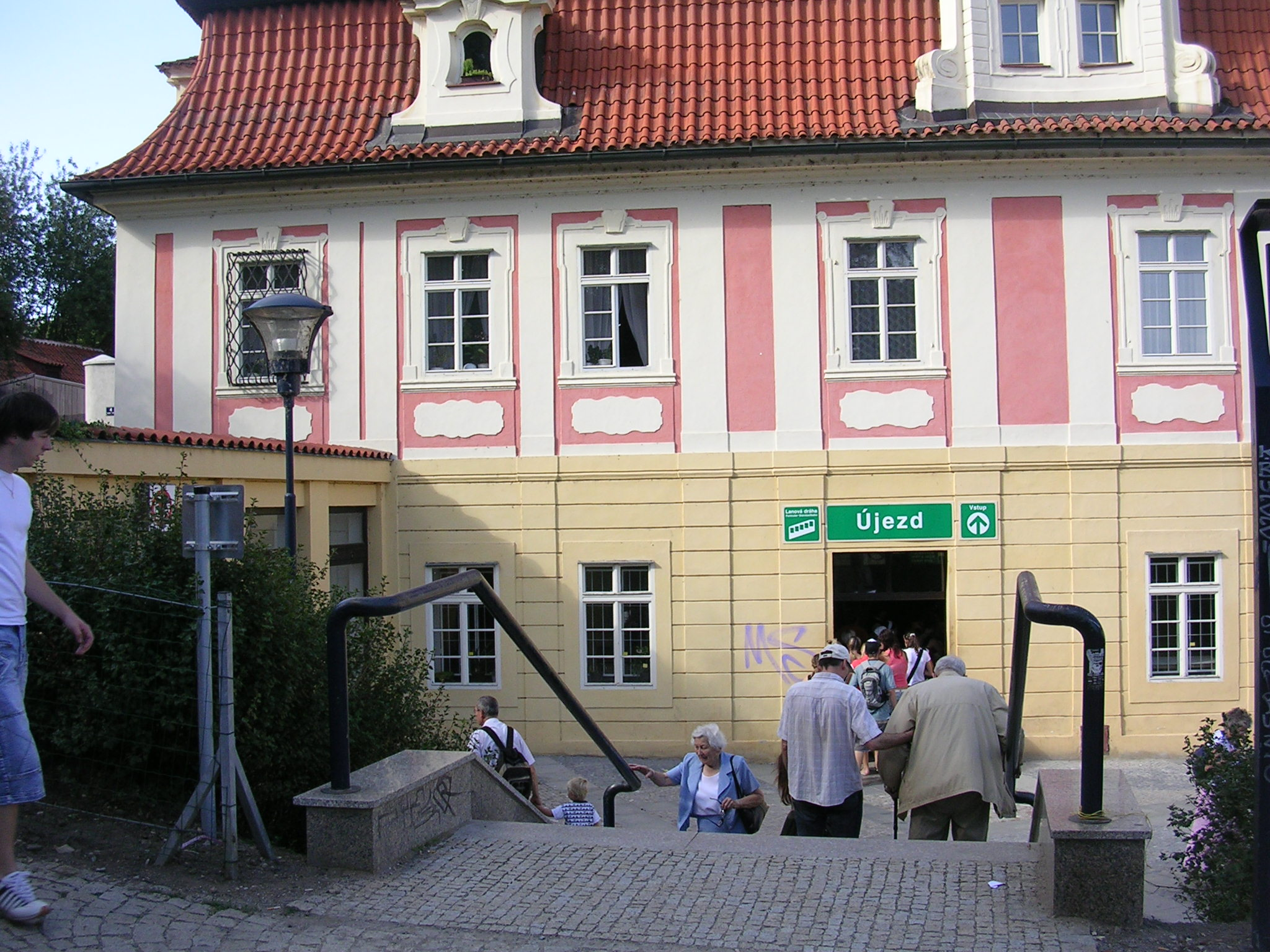
Фасад нижньої станції Уєзд (Újezd)

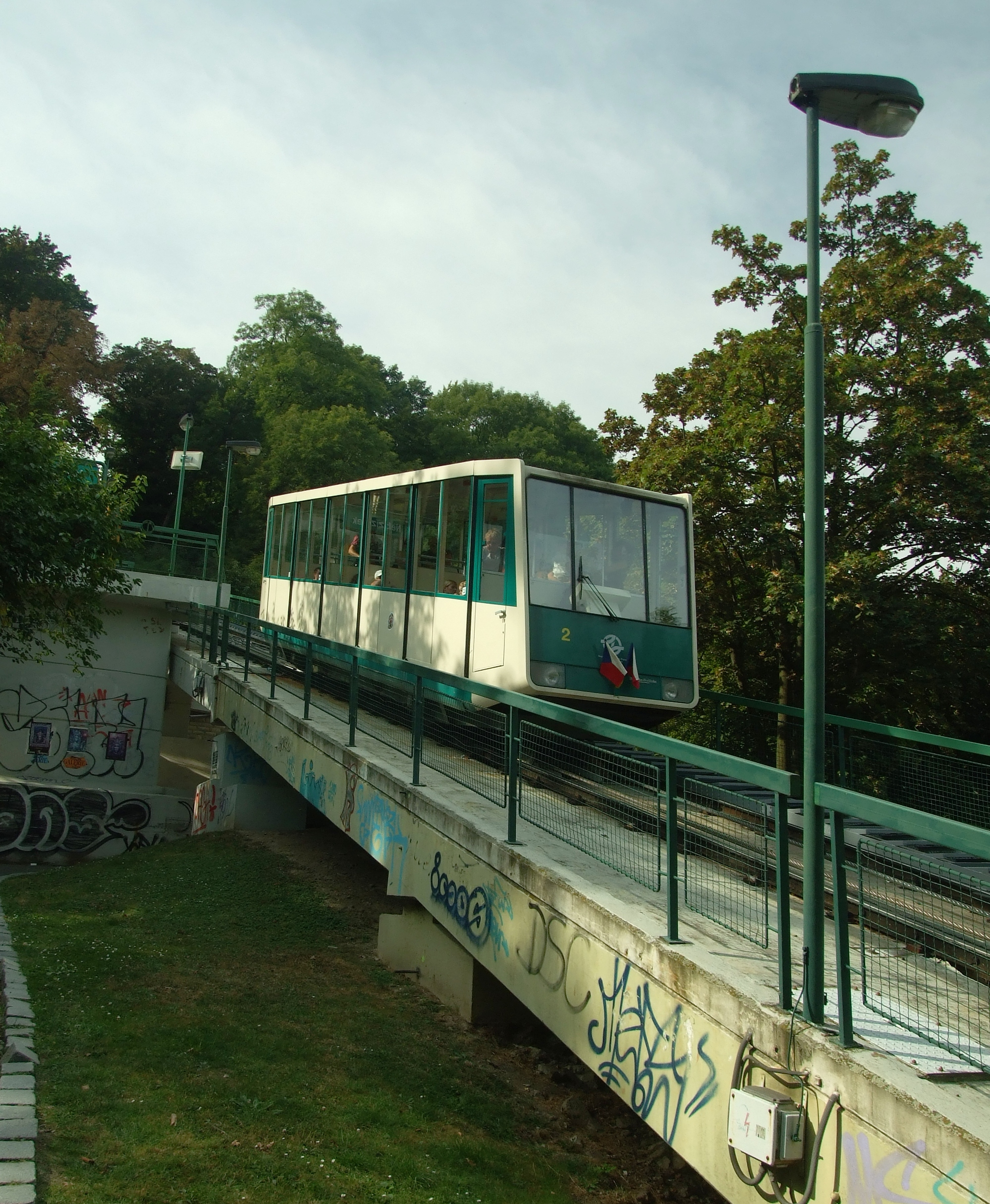
Вагон фунікулеру під'їздить до станції Небозізек (Nebozízek)

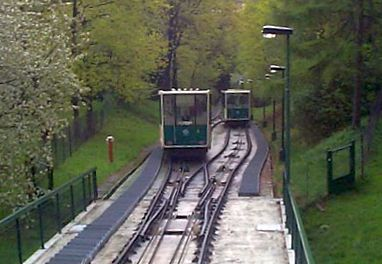
Роз'їзд зі стрілкою

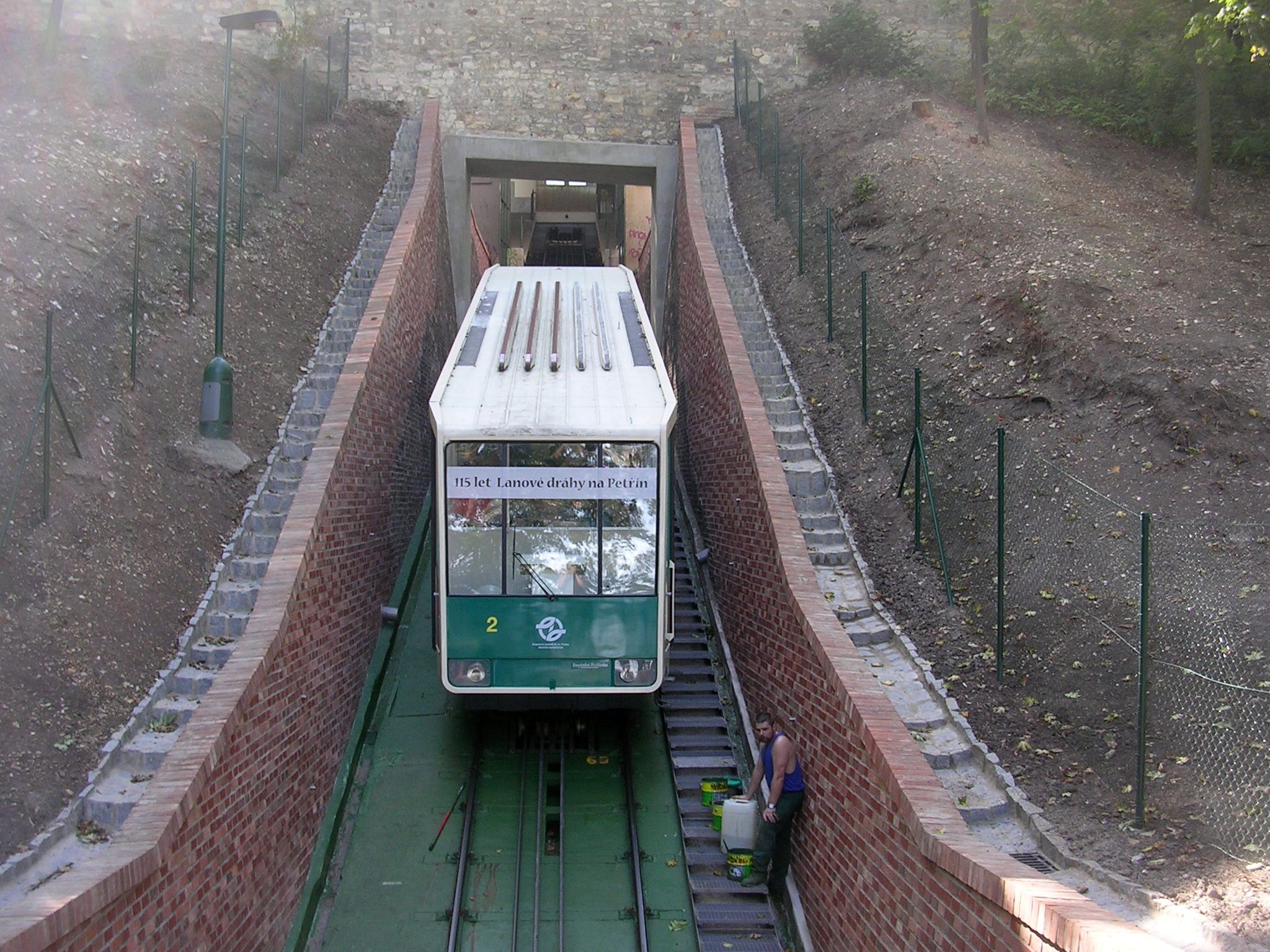
Під'їзд до станції «Петршин»

Празький фунікулер або канатна дорога на Петршин (чеськ. Lanová dráha na Petřín) — фунікулер у центральній частині столиці Чехії місті Празі.
Канатна дорога не працює з вересня 2024 року, її реконструкцію планують розпочати навесні 2025 року та тривати рік.

## Загальні дані
Канатна дорога на Петршин завдовжки з півкілометру прокладена схилом Петршинського пагорбу у формі дуги. 
Празький Петршинський фунікулер має три станції (зупинки). Нижня — «Уєзд» (чеськ. Ujezd) розташована на однойменній вулиці, поруч із зупинкою трамваю №№ 9, 12, 22 та рестораном «У Швейк». Друга, проміжна станція, «Небозізек» (чеськ. Nebozizek), розташована вище роз'їзду, тому на шляху вагончики двічі, почергово, зупиняються біля платформи. На вершечку пагорба, неподалік від зупинки «Петршин» (чеськ. Petřín) розташована Петршинська оглядова башта, розарій, обсерваторія Штефаника.

## Історія
Первинно лінію канатної дороги на Петршині було відкрито в 1891 році, одночасно зі зведенням Петршинської вежі, і також за ідейного сприяння Клуба чеських туристів (чеськ. Klub českých turistů). Тодішня канатка на Петршин була 383 метри завдовжки, мала ширину колії 1 метр. 
Оригінальну лінію було закрито з початком Першої світової війни у 1914 році, але не відновлено по закінченню військових дій. 
Сучасна подовжена лінія Празького фунікулера на Петршин була відкрита в 1932 році, причому колії були перекладені наново, новим було також решта устаткування. Ця канатка функціонувала впродовж всієї Другої світової війни. 
Однак сходження ґрунту в 1965 році спричинило тимчасову перерву в обслуговуванні фунікулера. Рух Петршинської канатної дороги було відновлено лише 1985 року. У цей час були презентовані нові вагончики й реконструйовано колію, однак у цілому інженерія лишилась старою.
Нині фунікулер є зручним засобом дістатися вершечку Петршина, відтак оглядової башти, що робить його популярним як у пражан, так і в туристів.

## Характеристики[3]
- Система: маятникова, наземна, канатна дорога з невідокремлюваними вагонами, що рухаються одноколійкою зі стрілкою Карла Романа Абта, для перевезення пасажирів;
- шлях: Дугоподібний на відкритій місцині;
- корисна довжина шляху: 493,24 метра;
- проектована довжина шляху: 510,4 метра;
- знаходження приводної станції на висоті 324,55 метри над рівнем моря, проміжна станція розташована на відстані 323,3 метри від нижньої станції, яка як вихідна, міститься на висоті 194,1 метри над рівнем моря;
- ширина колії: 1435 мм;
- число вагонів: 2;
- швидкість слідування потягу: 3~4 м/с, швидкість доведення складу 0,5 м/с, таким чином повний цикл шляху займає 285 секунд із зупинкою на проміжній станції та 180 секунд без зупинки;
- Провізна здатність: 950 осіб на годину із зупинкою на проміжній станції та 1 400 осіб на годину без здійснення зупинки;
- місткість 1-го вагона: 100 осіб, місць для сидіння: 25 шт., місць для стояння 75 шт.;
- вага порожнього вагону — 12 360 кг, із навантаженням — 20 440 кг;
- напруга: 380/220 В, 50 Гц;
- потужність двигуна: 150 кВт, 730 об/хв.